# Richard Manitoba
Nascido Richard Blum (Bronx, Nova Iorque, 29 de janeiro de 1954). Ficou conhecido pelo apelido Handsome Dick Manitoba, é vocalista da banda de rock The Dictators e personalidade do rádio.

## Carreira
Manitoba começou sua carreira como cantor sendo roadie da bada The Dictators. Ele fez sua primeira apresentação em 1975 no Popeye's Spinach Factory em Sheepshead Bay, Brooklyn. No primeiro álbum de estúdio da banda, Go Girl Crazy! ele foi creditado como "arma secreta", isto porque ele cantou alguns vocais principais e de fundo, mas ainda assim era considerado o "mascote" da banda. Ele participou mais ativamente como vocalista principal no segundo álbum, Manifest Destiny de 1977. Em Bloodbrothers de 1978 Manitoba lidera os vocais em praticamente todas as músicas.
A banda se separou no final de 1978, mas se apresenta regularmente desde 1996. Em 1989, Manitoba juntamente com Andy Shernoff (baixo), JP "Thunderbolt" Patterson (bateria) e Daniel Rey (guitarra) lançou um álbum sob o nome Manitoba's Wild Kingdom pela gravadora MCA. Ross the Boss, guitarrista original do Dictators eventualmente substituiu Daniel Rey.

## Atividades atuais
Desde 1999 Manitoba gerencia um bar nova iorquino chamado Manitoba's no Lower East Side em Manhattan. Em Fevereiro de 2005 participou da reforma da banda MC5 (agora chamada DKT/MC5) como vocalista principa, a banda tem feito apresentações ao vivo desde então. No ano seguinte se envolveu juntamente com o baixista do MC5 Michael Davis na fundação da organização Music is Revolution, uma organização sem fins lucrativos que dá suporte à educação musical em escolas públicas. Atualmente Manitoba é o anfitrião de um programa de rádio chamado "The Handsome Dick Manitoba Radio Program" na Sirius XM radio.